# Бергслин, Брийнульф
Брийнульф Ларсен Бергслин (норв. Brynjulf Bergslien, род. 12 ноября 1830 г. Восс — ум. 18 сентября 1898 г. Осло) — норвежский скульптор.
Б.Бергслин был братом художника Кнуда Бергслина и дядей художника и скульптора Нильса Бергслина. Учеником Бергслина был крупнейший норвежский скульптор Густав Вигеланд.
Б.Бергслин учился в Копенгагене у таких мастеров скульптуры, как Йенс Адольф Йерихау и Герман Вильгельм Биссен. В 1861 году молодой скульптор переезжает в Осло, где живёт и работает до самой смерти (за исключением 1864 года, когда совершает путешествие в Рим).
Б.Бергслин — автор многих замечательных скульптурных памятников, установленных в норвежской столице — в их числе конная статуя короля Карла XIV Юхана и монумент писателю Генрику Вергеланну.

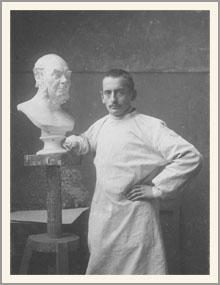

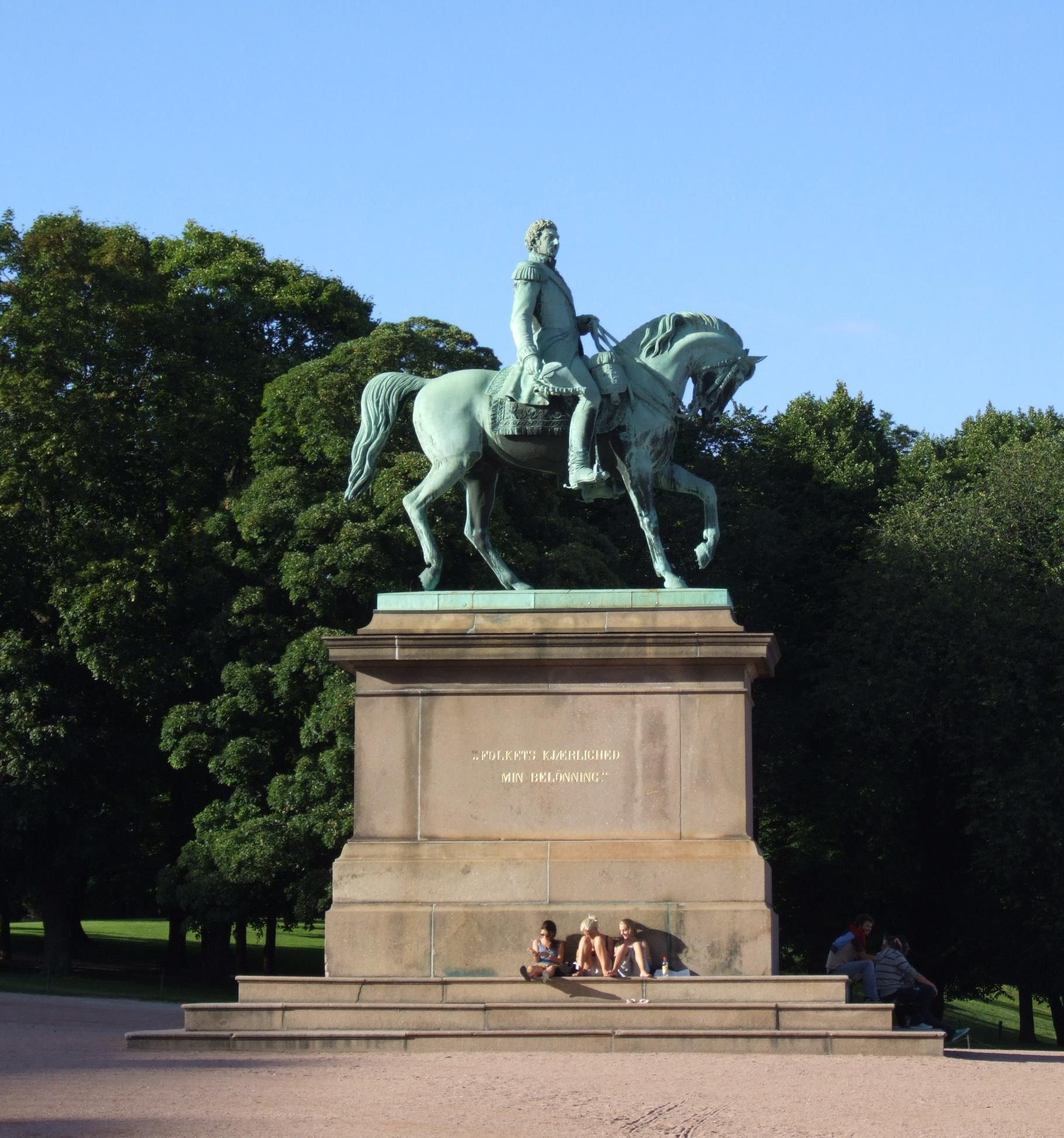